# Annitella singularis
Annitella singularis là một loài Trichoptera trong họ Limnephilidae. Chúng phân bố ở miền Cổ bắc.